# Sahlgrenska Universitetssjukhuset
Sahlgrenska Universitetssjukhuset (SU)  är Sveriges största sjukhus och ett av de större i norra Europa. Verksamheten hade en omsättning på 19,4 miljarder kronor 2021. Sjukhuset bildades den 1 januari 1997 när akutsjukhusen Sahlgrenska sjukhuset, Östra sjukhuset och Mölndals sjukhus slogs ihop. Sedan 1 januari 1999 är SU en del av Västra Götalandsregionen.
Sahlgrenska Universitetssjukhuset har cirka 17 000 anställda och har verksamhet på fem platser i Göteborg och Mölndal: Sahlgrenska sjukhuset, Mölndals sjukhus, Östra sjukhuset, Högsbo sjukhus och Rågården (tidigare  Lillhagsparkens sjukhus).

## Uppdrag
Sahlgrenska Universitetssjukhuset bedriver länssjukvård för de cirka 1 miljon invånare som är bosatta i Storgöteborg, och högspecialiserad vård för invånarna i Västra Götalandsregionen och övriga Sverige. Totalt har sjukhuset 2022 ansvar för 21 olika typer av Nationell högspecialiserad vård, jämfört med 13 vid Karolinska universitetssjukhuset i Stockholm. Dessutom bedriver sjukhuset betydande forskning, i huvudsak tillsammans med Sahlgrenska akademin.

## Historia

### Föregångarna
Föregångarna till Sahlgrenska har varit:
- År 1665 finns det information om ett sjukhus norr om Kvarnberget, där även en av stadens dricksvattenkällor låg. Detta år utbetalades 12 daler k:mt "till Lars Eriksson för stenkörning till brunnen vid sjukhuset". År 1696 uppges att stadstuktaren Anders Larsson hade sin bostad i sjukhuset. Informationen kommer bland annat från rådmannen och stadsfycicis (stadens läkare) Östrings bok "Privilegia Xenodochii Gothoburgensis" ("privilegier för sjukhuset i Göteborg"). Huset revs efter den stora brandkatastrofen 1721, då placeringen som granne med stadens kruthus ansågs för riskabel.[6]

- Planer på ett nytt sjukhus fanns redan år 1709, men det var när det första sjukhuset förstördes vid storbranden den 15 april 1721 som stadens magistrat samma år beslutade att bygga ett sjukhus "under Ekskogen", vid foten av Lilla Otterhällans södra del (nuvarande Kungshöjd) - på en tomt som idag ungefär motsvarar Hvitfeldtsplatsen 3.[7] Detta stod klart år 1727, och påbyggdes 1797 och 1800. Denna senare utvidgningen gjordes för vård av obotligt sjuka. Stadsfysicus Boéthius och stadsfältskären Rönnow hade innan dess fått magistratens uppdrag att utse lämpligaste platsen för sjukhuset. Några år tidigare hade det funnits önskemål om att sjukhuset borde förläggas, liksom garnisonsbadstugan, till Lilla Bommen, men man beslutade dock att bygga det vid Lilla Otterhällan "under Ekskogen", strax invid det gamla gjuthuset. Löjtnant Bengt Wilhelm Carlberg, den blivande stadsarkitekten, utförde troligen ritningarna och övertygades även att uppföra byggnaden, som utlämnades på entreprenad för en summa av 1 322 daler. Det har diskuterats huruvida detta var ett allmänt sjukhus, eller ett så kallat kurhus. I en originalskrivelse från 1777 betecknar dock stadens politieborgmästare byggnaden som "et litet Curhus, som staden i flere år haft, at där insätta och under StadsChirurgi upsigt, låta bota någre liderlige af venerisk smitta angrepne qvinspersoner, för at hindra at sådan smitta genom dem ej måtte utbredas, äfven til de oskyldiga". Huset brann ner till grunden 1804, och i magistratens protokoll för detta år står antecknat att ""stadens kurhus brunnit neder".[8]

- Garnisonssjukhuset i Göteborg, var ett militärt sjukhus för Kungliga Göta artilleriregemente vid nuvarande Kungsgatan 10 i Göteborg, 1755–1895. Byggnaden revs 1907.

Från 1750-talet rapporterade magistraten årligen till "Kungliga sundhetscollegium" angående Medicinalverkets tillstånd i staden, som löd: "Dessutom underhåller staden på egen bekostnad ett sjuk- och kurhus, däruti de, som härstädes befinnas behäftade med venerisk och andra smittosamma sjukdomar varda intagna, skötta och underhållna samt av stadens medicus och stadsfältskären curerade".

### Donationen
En donation från Nicolaus Sahlgren lade grunden för Sahlgrenska sjukhuset. I sitt testamente från 8 december 1772 skriver han bland annat: "Mina uti Halland egande strögods , som ej höra under Gåsevadsholms och Dahls säterier, gifver jag till någon nyttig inrättning här i staden, antingen till enke-, arbets-, eller sjukhus, ettdera eller alla tre...". År 1774 gör han ett tillägg och anger samtidigt värdet till 150 000 daler.
Det var Sahlgrens båda mågar, August och Clas Alströmer som fick uppdraget att "Efter eget gottfinnande [...]" bestämma hur gåvan bäst skulle användas. En offentlig tävling avgjordes till politiborgmästare Daniel Petterssons fördel. Han hade föreslagit att pengarna skulle användas till att upprätta ett lasarett, och den 17 mars 1779 meddelas att donationen skulle utnyttjas för ett sjukhus som skulle få namnet Sahlgrenska sjukhuset. En tomt köptes in vid början av Sillgatan, mellan fortifikationshuset och Masthamnen. Här uppfördes ett hus av korsvirke och tegel i två våningar.
- Det första sjukhuset låg där Sillgatan (nuvarande Postgatan) mynnade ut i Kronans Masthamn (nuvarande Packhusplatsen), och öppnades den 11 mars 1782 då den förste patienten kunde läggas in. Han hette Peter Söderlund och led av dysenteri. Den 24 mars skrevs han ut som frisk.[12]  Kostnaden för sjukhuset, inklusive inventarier, uppgick till 5 481 riksdaler och 10 skilling. Sjukhuset hade vid starten 24 sängar, varav 14 för betalande och 10 för medellösa varav två för barnaföderskor. Pehr Dubb blev 1782 Sahlgrenska sjukhusets förste "amiralitetsmedicus", mot en årlig ersättning av 137 riksdaler och 16 skilling (Vid Pehr Dubbs gata i anslutning till nuvarande Sahlgrenska sjukhuset ligger ett så kallat parkeringsdäck, av göteborgshumorn följdenligt döpt till "Dubbdäcket"). Personalen utgjordes av: Sjukhusläkare - Överfältskär (den första var regementsfältskären Weinberg) - Underfältskär - Fältskärgossar - Barnmorska - Sjukvakterskor - Hushållerska - Piga - Sjukhusdräng, totalt 15 personer. Sahlgrenska drevs inledningsvis som en privat inrättning, men fick år 1784 statsbidrag i form av en kollekt som samlades in vid barndop och begravningar. Denna skulle gå till ett blivande länslasarett, men styrdes om till Sahlgrenska på villkoret att man skulle ta hand om stadens sjuka. År 1789, sju år efter starten, överlämnades sjukhuset till stadens borgerskap, som dock varit representerade i sjukhusdirektionen redan från starten.

Pehr Dubb utfärdade den 23 juni 1782 en "Dagordning för Sahlgrenska sjukhuset." Där kunde man exempelvis läsa: klockan 6: rummen eldas, vädras, sopas och granrisas, sängkläderna omskakas och snyggas samt lintyg ymsas. klockan 7: Medici och Chirurgi besök, då sker inskrivning och utskrivning; då förordnas medicamenter och mat för varje sjuk och det i ordning efter numren på sängarne. klockan 11: ske alla betydliga kirurgiska operationer, som förut äro kungjorda för de i staden vistande medici och chirurgi. Prästens timma. Barndop & Sjukvakterskornas mattimma. Slutligen: Varje timme efter midnatt skola sjukvakterskorna uti all tysthet besöka alla rummen, efterse lampor och nattstolar samt giva dekokt eller ptisan åt alla dem som behöva. (eller vakterskan). En av de tillfrisknade skall varje morgon föreläsa bönerna ur Millers Bönebok samt var söndag en predikan ur Bragens Postilla.
- Åren 1823-1855 fanns sjukhuset i det så kallade Oterdahlska huset vid hörnet Spannmålsgatan 9 och Östra Hamngatan 11. I sitt testamente 1808 donerade grosshandlaren Aron Oterdahl huset till Sahlgrenska sjukhusinrättningen "...för evärderlig tid". Stadsarkitekten J Hagberg ledde en om- och tillbyggnad av huset, och den 17 juli 1823 stod sjukhuset klart med plats för 80 patienter. I bottenvåningen fanns fyra rum för barnaföderskor, läkarebostad, kök badrum och bibliotek. En våning upp fanns tio sjuksalar, och till sjukhuset hörde även en tomt mot Torggatan med trädgård samt promenadplats för konvalescenter. År 1892 byggdes huset om för polisverkets räkning, men rymmer idag ett medicinhistoriskt museum och utbildningslokaler.[14]

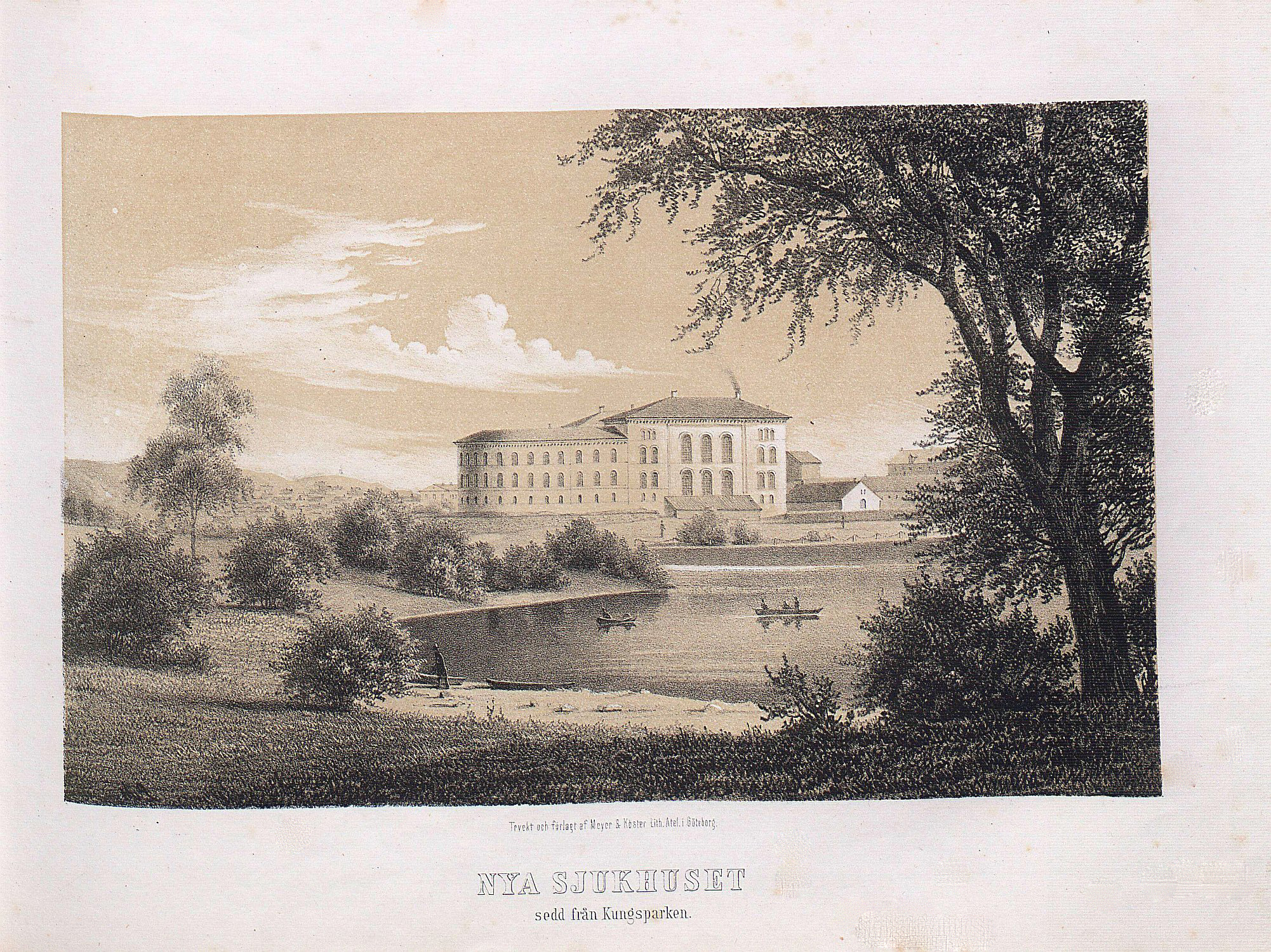
Sahlgrenska sjukhuset från 1855. Litografi i samtida planschverk.

- Då det Oterdahlska huset blivit för trångt, beslöts på en allmän rådstuga i september 1846 att slå samman Sahlgrenska och fattigvårdförsörjningens sjukvårdsenhet i den så kallade Holtermanska baracken till en enhet. En tomt på bastionen Carolus Dux uppläts kostnadsfritt av staden för ändamålet. Den 26 mars 1847 beslöts att ett nytt sjukhus skulle uppföras mitt emot Grönsakstorget, vilket bekräftades av Kungl. Maj:t i oktober 1847. Det tredje sjukhuset fick tillnamnet Allmänna och hette Allmänna och Sahlgrenska sjukhuset i Göteborg. Sjukhuset som invigdes 1 april 1855 var ritat av stadsarkitekten Victor von Gegerfelt. Enligt hans ritningar skulle byggnaden vara ellipsformad men på grund av att de ekonomiska kalkylerna sprack så byggde man bara en halv ellips i tre våningar. Byggkostnaden i första etappen överskreds med 40 000 riksdaler och uppgick till 305 000 riksdaler, och tillsammans med den år 1859 uppförda friliggande byggnaden, blev totalkostnaden 500 000 riksdaler riksgälds. Allmänna och Sahlgrenska sjukhuset blev Sveriges första delade lasarett där varje avdelning förestods av en överläkare. Sjukhuset rymde tillsammans 16 sjuksalar med 10 sängar i varje, 12 enskilda rum för betalande patienter och 7 barnbördsrum med 18 sängar. Sjukhuset innehöll också operations- och obduktionsrum, bibliotek, sessionsrum, gudstjänstlokal och ekonomirum för läkare och sjuksköterskor.[15] Redan 1867 väcktes frågan på nytt om sjukhusets kapacitet, och 1870 beslutade stadsfullmäktige att flytta ut barnbördsavdelningen från sjukhuset för att skapa nya patientplatser. Sjukhuset användes fram till år 1900 (se vidare Sociala Huset). Sjukhusets taxeringsvärde 1889 var 300 000 kronor.[16] År 1868 hade sjukhuset en kostnadsbudget på 71 200 Riksdaler.[17]

Sahlgrenska sjukhuset i Änggården strax efter färdigställandet.

- Efter flera års utredningar enades man om att bygga ett nytt sjukhus vid Änggården, med kapacitet för 600 sängar. Förslaget godkändes i maj 1896 och den 24 augusti 1899 satte Oscar II sin namnteckning på en sten av kolmårdsmarmor med texten "Detta slutstycke insattes 18 24/8 99 af Oscar II",[18] vilken därefter murades fast i det nybyggda sjukhuset, uppfört efter ritningar av hovintendenten Axel Kumlien. Men sjukhuset var inte färdigbyggt förrän senare och invigdes först officiellt den 17 april 1900 och först månaden därpå togs sjukhuset i bruk, med totalt 350 platser. Inklusive inventarier uppgick kostnaden till 1 914 000 kronor.[19] År 1910 inrättades en röntgenavdelning, och tre nya paviljonger togs i bruk 1911, där visst utrymme skulle användas som specialkliniker för öron- och ögonsjukdomar. Ett förslag till betydande modernisering lades fram 1916, vilket bland annat ledde till uppförandet av en laboratoriebyggnad samt tillbyggnad av flera avdelningar. Stadsfullmäktige beslutade 1933 om en större utbyggnad, bland annat tillkom elevhemmet 1936, ny operationsavdelningen, värme- och kraftverket 1937, psykiatriska kliniken samt ögon- och öronklinikerna 1938, centraltvättinrättningen och kvinnokliniken 1939, centrallaboratoriet och bostadshuset för sjuksköterskor 1940 samt Konung Gustav V:s jubileumsklinik 1943. Det nya centralkomplexet invigdes 1959 - efter ritningar av bland andra professor Elmar Lohk och arkitekt Gustaf Birch-Lindgren[20] - och inrymde 23 vårdavdelningar med 628 vårdplatser, till en kostnad av 78 miljoner kronor.[21]

Den 17 december 1936 beslöt Göteborgs stadsfullmäktige att namnet på sjukhuset skulle ändras från Allmänna och Sahlgrenska sjukhuset i Göteborg till Sahlgrenska sjukhuset. Den 16 juni samma år invigdes Sahlgrenska sjukhusets sköterske- och elevhem (vid nuvarande Bruna stråket) i närvaro av bland andra chefen för socialdepartementet, statsrådet Gustaf Möller samt medicinalrådet E. Eden. Men redan den 1 april hade hemmet tagits i bruk. Ritningarna var gjorda av Ernst Torulf och hemmet kunde inhysa 232 personer. Kostnaden uppgick till cirka 1,2 miljoner kronor.

### Mölndals sjukhus
Den 14 maj 1924 stod det första Mölndals lasarett färdigt. Det hade 77 vårdplatser och ersatte en gammal sjukstuga som fortfarande finns att beskåda i Mölndals Kvarnby. Ett år senare utökades sjukhuset med en byggnad för epidemisjukvård. Ytterligare byggnader tillkom under åren och 60-talet blev sjukhusets stora expansionstid.

### Östra sjukhuset
Under 1960-talet började Östra sjukhuset byggas. Under en tioårsperiod från 1968-78 färdigställdes kvinnokliniken, infektionskliniken, barnkliniken och centralkliniken. Östra sjukhuset invigdes den 4 januari 1978, och inflyttningen påbörjades den 16 januari. Militär från sjukvårdsskolan på KA 4 skötte transporterna av patienter från Vasa- och Sahlgrenska sjukhusen. Under 2006 färdigställdes Östra Sjukhusets psykiatriska klinik som ligger intill kvinnokliniken och infektionskliniken.

## Sjukhusområden

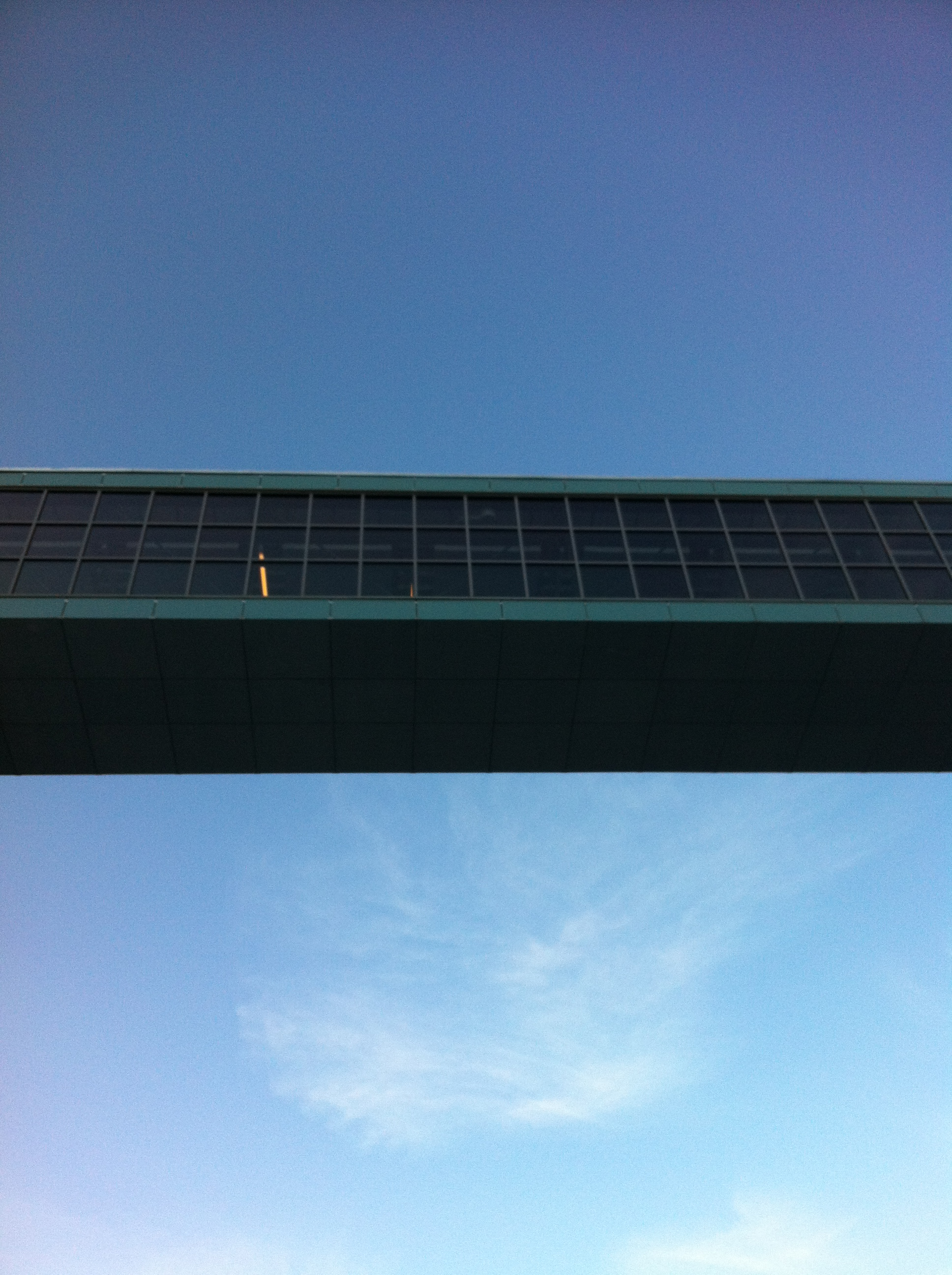
Arkitektoniskt element nära huvudentrén till Sahlgrenska sjukhuset

### Sahlgrenska sjukhuset
Detta sjukhus gränsar till Göteborgs Botaniska trädgård mellan stadsdelarna Änggården och Guldheden. Sjukhuset betjänas av spårvagnar på linje 6, 7, 8 och 13.
Under många år har det funnits ett namnsystem på vägar inom Sahlgrenska sjukhusområdet, baserat på ett antal stråk för att kunna vägleda patienter. Dessa vägar och adresser har aldrig blivit fastställda av Göteborgs stad och har därför inte ingått i stadens kart- och adressystem, men den 22 maj 2008 beslöts att göra Röda Stråket, Bruna Stråket, Gröna Stråket, Blå Stråket, Vita Stråket och Gula Stråket till officiella gator. Efter ökande våldsnivåer inträffade år 2012 ett större slagsmål på akutintaget som slutade i skottlossning, detta ledde sjukhusets ledning till insikten att säkerheten behövde skärpas. I första skärpningen försågs vissa personalgrupper med överfallslarm och kameraövervakningen utökades. I juni 2016 infördes permanent dygnet-runt bevakning med två ordningsvakter. Under 2016 rapporterade personalen 500 vålds och hotincidenter varav 84 var så allvarliga att tjänsteman i beredskap kallades.

### Mölndals sjukhus
Spårvagnarna på linje 2 och 4 har en hållplats vid Mölndals sjukhus. 
I juni 2016 infördes permanent dygnet-runt bevakning med en väktare.

### Östra sjukhuset

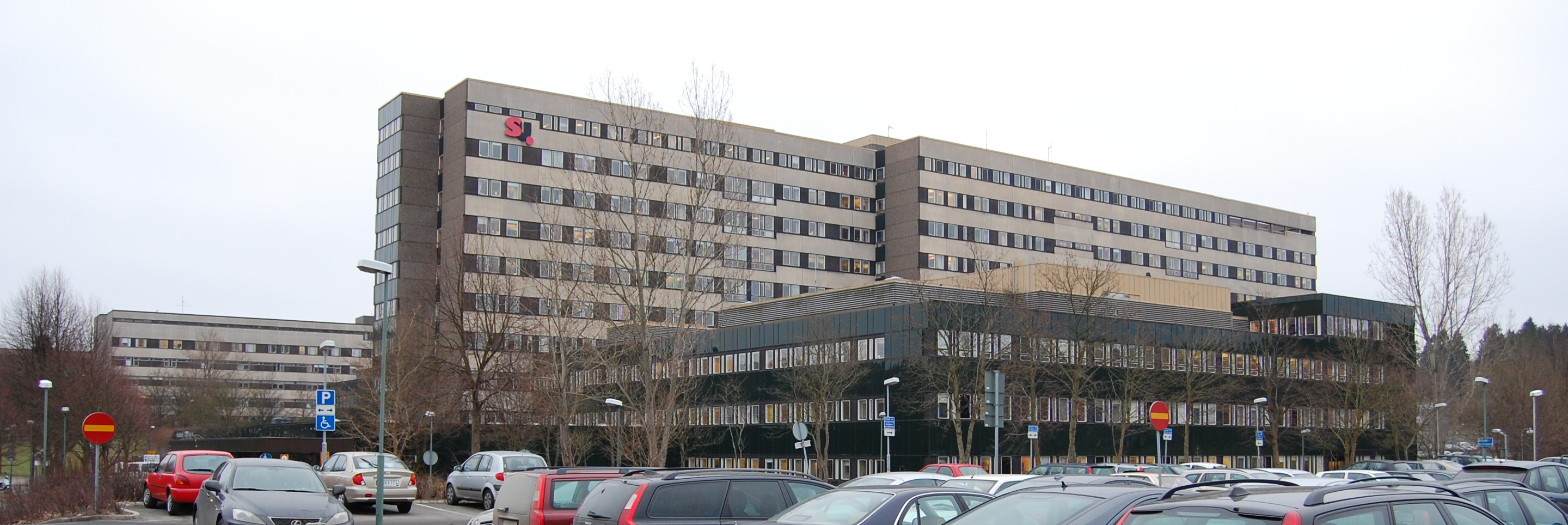
Östra sjukhuset från spårvagnshållplatsen

Planer på ett nytt centralsjukhus i de östra stadsdelarna hade funnits sedan början av 1940-talet, men först i november 1961 beslutade stadsfullmäktige att uppdra åt sjukvårdsstyrelsen att planera för ett centralsjukhus på ett reserverat område vid Smörslottet i Sävenäs. Det byggdes i etapper, och först blev en kvinnoklinik klar med 177 vårdplatser, som togs i bruk den 1 februari 1968 genom en överföring av verksamheten från Sahlgrenska sjukhusets kvinnoklinik II. En infektionsklinik togs i bruk i januari 1970 med 128 vårdplatser, och en barnklinik med 201 vårdplatser togs i bruk i januari 1973. Till barnkliniken hörde även enheterna Broströmsgården och Ågrenska konvalescenthemmet. En öppenvårdsenhet togs i bruk i slutet av 1974. Servicehuset färdigbyggdes under 1975 och togs i bruk i etapper med inflyttning för administrationen under hösten samma år. Kök och matsal blev klara på våren 1976 och centralförråd på hösten 1976. Centralkliniken började byggas under 1974. Den omfattade cirka 400 vårdplatser, fördelade på medicin, kirurgi och ortopedi och togs i bruk i januari 1978.

I november 2015 flyttade akutmottagningen för vuxna, fyllda 16 år in i ombyggda lokaler. 
Sjukhuset har infektionsavdelningar, medicinska avdelningar, gynekologi, ortopedi, kirurgi, geriatrik, förlossningsklinik, hudmottagning, MS-centrum, klinisk fysiologi, neurologmottagning, röntgen, sjukgymnastik och öron-näsa-halsmottagning. På Östra sjukhuset finns även Drottning Silvias barn- och ungdomssjukhus. 
Ett tillskott är beroendekliniken, som har flera avgiftningsavdelningar för missbrukare. Göteborgs enda substitutionsprogram för heroinmissbrukare finns här. 
Även Ronald McDonald Hus finns i anslutning till Östra sjukhuset. På östra finns även en nybyggd psykiatri-klinik.
Sjukhuset fick år 1982 spårvagnskommunikation med spårvägslinje 1 mellan Östra sjukhuset och Tynnered. Hösten 2012 förlängdes linje 5 så att denna går till Östra Sjukhuset.
I juni 2016 infördes efter ett ökat antal våldsincidenter permanent dygnet-runt bevakning med två väktare.

### Rågården
Verksamheten som förut bedrevs på Lillhagsparken består numera endast av flera rättspsykiatriska avdelningar och bedrivs nu på det nybyggda Rågården. Övriga avdelningar tillhörande psykos, allmänpsykiatri samt missbruksavdelningar ligger numera på Östra sjukhuset. Där ligger även en psykiatrisk akutmottagning.  
För historik se Lillhagsparkens sjukhus.

### Högsbo sjukhus

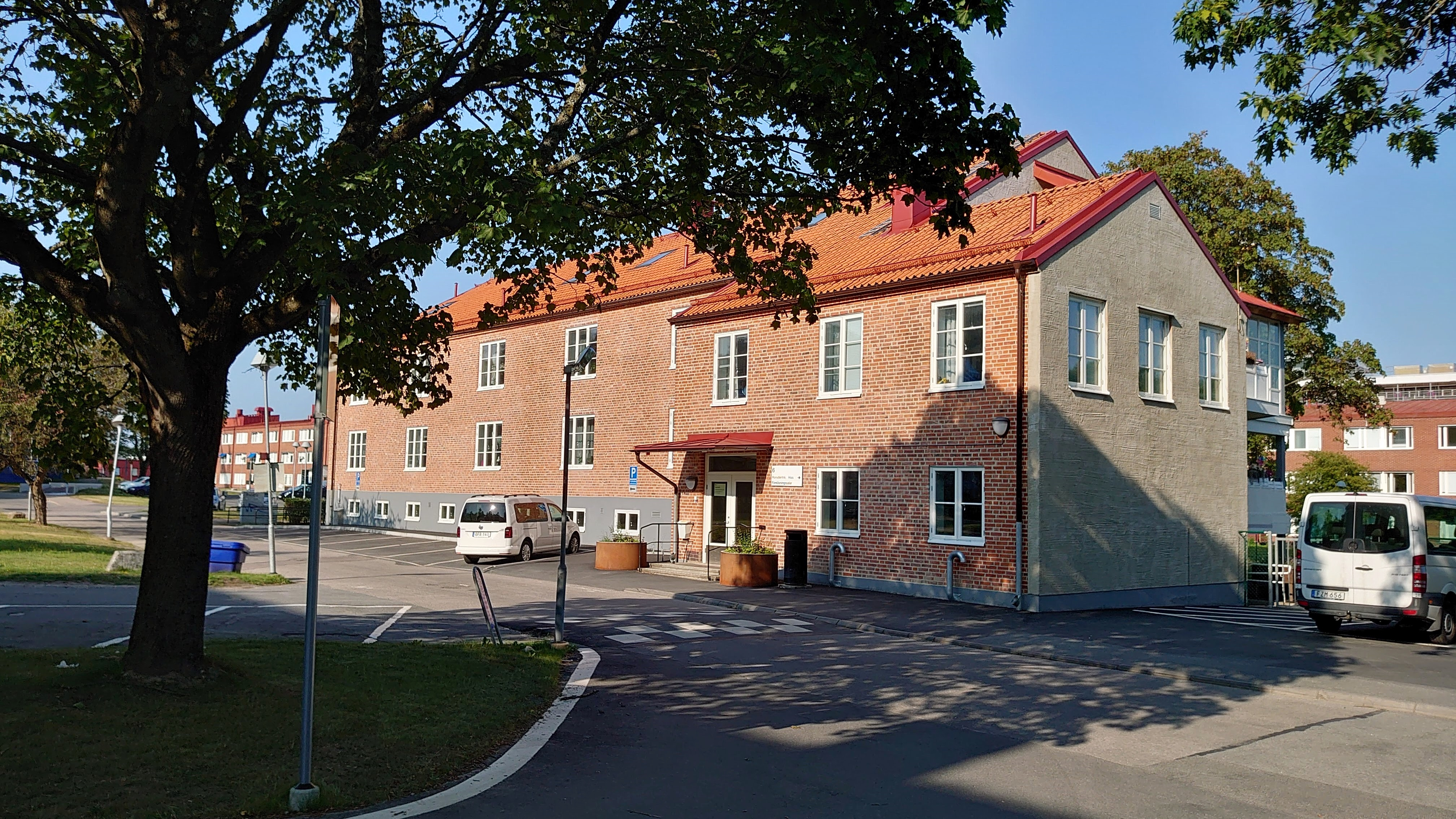
Före detta förläggningskasern, numer sjukhusbyggnad vid Högsbo sjukhus.

Byggnaderna som Högsbo sjukhus är förlagda till uppfördes i början av 1940-talet till Göteborgs luftvärnskår. Luftvärnskåren flyttade in hösten 1944 och den 21 oktober 1945 hölls en ceremoni över inflyttningen. Kasernetablissementet uppfördes på Buas marker och gårdens mangårdsbyggnad, från 1800-talet, lämnades kvar som officersmäss. I övrigt uppfördes kasernetablissementet efter den typritningsserie som gällde på 1940-talet, det vill säga förläggningskasernerna uppfördes som kompanikaserner i två våningar samt vindsvåning med vård och lektionssalar i källarvåningen, samt med en två våningsflygelbyggnad. Den 1 april 1962 flyttade kåren till Kvibergs kaserner, där man övertog kasernetablissementet från avvecklade Göta artilleriregemente. Det tidigare kasernetablissementet i Högsbo blev senare Högsbo sjukhus och Frölundagymnasiet. Officersmässen blev högstadieskola och övertogs av Kronängsskolan.
Högsbo sjukhus når man enklast genom att ta spårvagn 1, 7 eller 8 till Lantmilsgatan. Sjukhuset har en mängd olika avdelningar som bland annat rör:
- Neurologisk Rehabilitering
- Arbetsterapi
- Geriatrik
- Beroende
- Minnesrelaterade sjukdomar
- Rehabilitering hjärta/lunga
- Allmänpsykiatri
- Psoriasis
- Sjukgymnastik